# Еліса Каррікахо
Елі́са Карріка́хо (ісп. Elisa Carricajo) — аргентинська акторка кіно та театру. У театрі виступає в складі трупи Piel de Lava разом з Валерією Корреа, Пілар Гамбоа та Лаурою Паредес. Як кіноакторка, найбільше відома за ролями аргентинських незалежних стрічках: «Віола» (ісп. Viola) Матіаса Піньєйро, «Китоподібні» (ісп. Cetáceos) Флоренсії Персії та найдовшого фільму в історії аргентинського кіно «Квітка» (ісп. La flor) Маріано Льянаса.
Лауреатка двох премій Міжнародного фестивалю незалежного кіно в Буенос-Айресі за найкращу жіночу роль у фільмах «Віола» та «Квітка».

## Фільмографія
| Рік  |    | Українська назва              | Оригінальна назва                | Роль                                                     |
| ---- | -- | ----------------------------- | -------------------------------- | -------------------------------------------------------- |
| 2008 | ф  | Випадкове кохання             | La ronda                         | Лола (ісп. Lola)                                         |
| 2008 | ф  | Камера-обскура                | La cámara oscura                 | Ана (ісп. Ana)                                           |
| 2008 | кф | Контрабас                     | El contrabajo                    | Невідомо                                                 |
| 2008 | ф  | Та, що любить самотність      | Amorosa Soledad                  | дівчина-бармен (ісп. Moza Bar)                           |
| 2008 | ф  | Надзвичайні історії           | Historias extraordinarias        | донька Паломеки (ісп. Hija de Palomeque)                 |
| 2009 | кф | Оповідання V: Плакучі дівчата | Historias breves V: Lloronas     | Невідомо                                                 |
| 2009 | ф  | Короткі історії 5             | Historias Breves 5               | Невідомо                                                 |
| 2010 | ф  | Гора Байо                     | Cerro Bayo                       | Анжела (ісп. Angela)                                     |
| 2011 | ф  | Моє перше весілля             | Mi primera boda                  | Мікаела (ісп. Micaela)                                   |
| 2011 | с  | Телебачення для включення     | Televisión x la inclusión        | 2 серії. Невідомо                                        |
| 2012 | с  | 23 пари                       | 23 pares                         | 13 серій. Невідомо                                       |
| 2012 | ф  | Руйнація існуючого порядку    | La destrucción del orden vigente | Невідомо                                                 |
| 2012 | ф  | Віола                         | Viola                            | Сабріна (ісп. Sabrina)                                   |
| 2014 | ф  |                               | Aprox                            | Невідомо                                                 |
| 2014 | ф  | Інсоляція                     | Las insoladas                    | Каріна (ісп. Karina)                                     |
| 2014 | ф  | Французька принцеса           | La princesa de Francia           | Карла (ісп. Carla)                                       |
| 2014 | кф | Автостоянка                   | Estacionamiento                  | Маріель (ісп. Mariel)                                    |
| 2014 | ф  | Короткі історії 9             | Historias Breves 9               | Невідомо                                                 |
| 2015 | ф  | Дорога до миру                | Camino a La Paz                  | Жасмин (ісп. Jazmin)                                     |
| 2015 | кф | Жінка в лісі                  | Una mujer en el bosque           | Невідомо                                                 |
| 2016 | ф  | Десята людина                 | El rey del Once                  | Моніка (ісп. Mónica)                                     |
| 2016 | ф  | Короткі історії 12            | Historias Breves 12              | Невідомо                                                 |
| 2016 | ф  | Зрадою не вважається          | Permitidos                       | фінальна пара (ісп. Pareja final)                        |
| 2017 | ф  | Китоподібні                   | Cetáceos                         | Клара (ісп. Clara)                                       |
| 2017 | кф | Лялька                        | Muñeca                           | Надя (ісп. Nadia)                                        |
| 2018 | ф  | Квітка                        | La flor                          | Марсела / Ізабела (ісп. Marcela / Isabela)               |
| 2018 | кф | Мірко                         | Mirko                            | Доктор Накіценович, донька (ісп. Dra. Nakicenovic, hija) |
| 2019 | с  | Я не знаю, як повернутися     | No se cómo volver                | Невідомо                                                 |
| 2020 | ф  | Звичайний злочин              | Un crimen común                  | Сесілія (ісп. Cecilia)                                   |
| 2021 | ф  | Біла бухта                    | Bahía Blanca                     | Патрісія (ісп. Patricia)                                 |
| 2022 | ф  | 30 ночей з колишньою          | 30 noches con mi ex              | Адріана (ісп. Adriana)                                   |
| 2022 | ф  | Тренке-Лаукен                 | Trenque Lauquen                  | Еліза Есперанза (ісп. Elisa Esperanza)                   |
| 2022 | ф  | Блиск майбутніх днів          | Esplendor de los días venideros  | Невідомо                                                 |
| 2023 | ф  | Святий                        | El santo                         | Невідомо                                                 |

## Нагороди та номінації
| Рік  | Конкурс                                                | Номінація            | Фільм  | Результат | Прим. |
| ---- | ------------------------------------------------------ | -------------------- | ------ | --------- | ----- |
| 2013 | Міжнародний фестиваль незалежного кіно в Буенос-Айресі | Найкраща жіноча роль | Віола  | Перемога  | [ 5 ] |
| 2018 | Міжнародний фестиваль незалежного кіно в Буенос-Айресі | Найкраща жіноча роль | Квітка | Перемога  | [ 5 ] |